# نهاش مسنن
نهاش مسنن (الاسم العلمي: Lutjanus dentatus) (بالإنجليزية: African brown snapper)‏ هو نوع من الأسماك يتبع جنس النهاش من الفصيلة النهاشية.